# Petelia fumida
Petelia fumida là một loài bướm đêm trong họ Geometridae.